# 日本飛行船事業
日本飛行船事業株式会社（にほんひこうせんじぎょう、Japan Airship Services）は、かつて存在したJALグループの飛行船専門運航の航空会社である。

## 概要
英国エアシップ・インダストリー(Airship Industries Uk Ltd)製の飛行船を運航して埼玉県のホンダエアポートを本拠地とし、広告飛行や遊覧飛行を行っていたが、親会社である日本航空の飛行船事業からの撤退により1996年に運航停止。現在は清算されている。
のちに飛行船運航会社として存在した株式会社日本飛行船（2002年設立、2010年破産）とは全くの別法人であり、社名が似ているが事業の継承といった直接の関係は無い。

## 使用機材
- Skyship 500：旧JA1003、訓練中の事故（後述）により登録抹消。
- Skyship 600：旧JA1004、同社の運航停止後に売却され、N606SAとして海外にて運航。

## 事故
1988年3月5日、ホンダエアポートにおいて、スカイシップ500(JA1003)が連続離着陸訓練中に着陸復行の際、垂直尾翼下部が接地し機体を破損後に近隣の農地に墜落。機体は大破したが火災は発生せず、死傷者は無し。